# 1740-1749
De jaren 1740-1749 (van de christelijke jaartelling) zijn een decennium in de 18e eeuw.

## Belangrijke gebeurtenissen

### Oostenrijkse Successieoorlog
- 1740 : Keizer Karel VI sterft, dit is de aanleiding voor de Oostenrijkse Successieoorlog.
- 1740 : Eerste Silezische Oorlog. Frederik II van Pruisen eist het Boheems gebied op.
- 1741 : Verdrag van Nymphenburg. Beieren, Spanje, Frankrijk en Saksen, sluiten zich aan bij Pruisen.
- 1742 - Op 17 februari gaat de oorlog een nieuwe fase in met de kroning van Karel Albrecht, keurvorst van Beieren, door zijn broer de aartsbisschop van Keulen gekroond tot Rooms keizer.
- 1743 : Slag bij Dettingen. De Oostenrijkers krijgen steun van de Engelsen
- 1744-1745 : Tweede Silezische Oorlog. Een Oostenrijkse poging om Silezië terug te winnen mislukt.
- 1745 : Vrede van Füssen. Karel van Beieren sterft, zijn opvolger sluit vrede met Oostenrijk.
- 1745 : Frans van Lorreinen, de man van Maria Theresia van Oostenrijk, wordt erkend als Rooms-Duitse keizer.
- 1745 - 11 mei - Slag bij Fontenoy (Henegouwen). Nederlaag van de Oostenrijkers-Engelsen-Nederlanders tegen de Fransen onder Maurits van Saksen.
- 1745 : Jakobitische opstand. Karel Eduard Stuart, met steun van Frankrijk, probeert de Britse troon te bemachtigen.
- 1746 : Slag bij Rocourt. De Fransen, onder leiding van Maurits van Saksen, verslaan Karel van Lotharingen, landvoogd van de Oostenrijkse Nederlanden.
- 1747 : Beleg van Bergen op Zoom. Franse troepen nemen de onneembaar geachte Staats-Brabantse vesting Bergen op Zoom in.
- 1748 : Vrede van Aken. De Zuidelijke Nederlanden blijven onder het bewind van keizerin Maria Theresia.

### Lage Landen
- Tijdens de Oostenrijkse Successieoorlog wordt Brussel van 1745 tot 1749 door de Fransen bezet.
- In Vlaanderen is de bende van Jan de Lichte actief. Gedreven door armoede en gebrek tegen de achtergrond van de Oostenrijkse Successieoorlog gaan zij over tot diefstallen, overvallen en uiteindelijk moord. Na een klopjacht worden zij door de Franse bezettingsmacht gearresteerd.
- 1747 : Nadat rellen zijn uitgebroken in Zeeland wordt Willem Karel Hendrik Friso, de stadhouder van Friesland, Groningen, Drente en Gelderland,  tot stadhouder van de andere drie provincies benoemd, en in november tot erfstadhouder verheven.
- 1748 - In Amsterdam breekt het Pachtersoproer uit na rellen in Friesland en Groningen. De doelisten treden in overleg met stadhouder Willem IV.

### Rusland
- 1741 : Elisabeth van Rusland, de dochter van Peter de Grote grijpt de macht en schuift de pasgeboren Ivan op zij.
- 1741-1743 : Russisch-Zweedse Oorlog. De Zweden staan onder druk van de Fransen en de Russen kiezen partij voor Oostenrijk.
- 1742 : Peter, de zoon van Elisabeth's zuster Anna Petrovna, wordt aangesteld als kroonprins.
- 1743 : Vrede van Åbo. De Russen palmen een deel van Finland in.
- 1745 : Kroonprins Peter huwt met Sophie Auguste Friederike von Anhalt-Zerbst, de latere Catharina II.
- 1747 : Architect Bartolomeo Rastrelli begint aan de verbouwing van het Paleizencomplex in Peterhof.

### Wereldhandel en kolonies
- 1740 : Chinezenmoord. Tussen de 5.000 en 10.000 Chinezen worden door de Europese inwoners, hoofdzakelijk Hollandse kolonisten, in Batavia (Nederlands-Indië) vermoord.
- 1744-1748 : Oorlog van koning George. Is een oorlog in Noord-Amerika tussen de Britten en de Fransen. Vanuit de Britse kolonie Anguilla wordt het Franse deel van Sint-Maarten tussen 1744 en 1748 bezet.
- 1745 : Amfioensociëteit is een vennootschap van de VOC, die zich tot doel heeft gesteld de handel in ruwe opium. (in deze tijd "amfioen" of "amphioen" genoemd) te reguleren.
- 1746-1748 : Eerste Oorlog om de Carnatic. Is een oorlog in Carnatic (Zuid-India) tussen de Britten en de Fransen.
- 1749 : Derde Javaanse Successieoorlog. Hamengkoeboewono I komt in opstand.

### Azië
- In 1743 begint Nader Shah een nieuwe oorlog tegen het Ottomaanse Rijk, de Ottomaans–Perzische Oorlog (1743–46). Deze eindigt met een vredesverdrag, waarin de Ottomanen akkoord gaan met het toewijzen van de heilige stad Najaf aan de Perzen.
- 1747 : In Centraal-Azië komen de Durraniden aan de macht.

### Godsdienst
- Paus Benedictus XIV wordt beschouwd als de grootste kerkelijke hervormer van de achttiende eeuw. In 1741 is hij in de Bul Benedictina (declaratio) de eerste paus die het huwelijk tussen protestanten en katholieken erkent. In de Bul Immensa Pastorum Principis (1742) veroordeelt hij de slavernij. In datzelfde jaar maakt de Bul Ex quo Singulari een einde aan de Ritenstrijd in China.
- Tussen 1740 en 1745 bereikt de First Great Awakening van Protestanten in Connecticut een hoogtepunt onder leiding van Jonathan Edwards.
- 1743 :  De eerste catalogus van de handschriften van de Vaticaanse Bibliotheek wordt opgesteld.

### Economie
- De Franse regering stuurt uitvinder Jacques de Vaucanson naar Lyon om de zijde-industrie te moderniseren. Maar de wevers daar willen niets weten van zijn plannen en jagen hem de stad uit.

### Filosofie
- 1748 : Montesquieu schrijft De l'esprit des lois, een basiswerk in de Verlichting (stroming).

## Belangrijke personen

### Overleden
- 1746 : Koning Filips V van Spanje sterft, hij wordt opgevolgd door zijn zoon Ferdinand VI van Spanje.

<< · 1740 · 1741 · 1742 · 1743 · 1744 · 1745 · 1746 · 1747 · 1748 · 1749 · >>
<< · 1700-1709 · 1710-1719 · 1720-1729 · 1730-1739 · 1740-1749 · 1750-1759 · 1760-1769 · 1770-1779 · 1780-1789 · 1790-1799 · >>